# Arka Gdynia (piłka ręczna mężczyzn)
Arka Gdynia – nieistniejący polski męski klub piłki ręcznej, założony w 2011 w Gdyni. W sezonie 2017/2018 zadebiutował w Superlidze. Po spadku po sezonie 2018/2019, zespół nie przystąpił do rozgrywek I ligi i został rozwiązany. Do 2018 nosił nazwę Spójnia Gdynia.

## Historia
Klub kontynuuje tradycje istniejącej w latach 1958–2001 sekcji piłki ręcznej Spójni Gdańsk. Klub ten w latach 1968, 1969 i 1970 zdobył mistrzostwo Polski, a w 1965 sięgnął po wicemistrzostwo kraju. Przez kilkadziesiąt lat delegował 33 reprezentantów Polski, a karierę trenerską rozpoczął w nim Janusz Czerwiński.
W 2011 były prezes Wybrzeża Gdańsk Lech Ramczykowski założył w Gdyni klub pod nazwą Kar-Do Spójnia (cząstka Kar-Do oznaczała miejsce powstania sekcji piłki ręcznej w Gdyni – dzielnice Karwiny i Dąbrowa). W sezonie 2011/2012 przystąpił on do gry w II lidze, w której zajął 2. miejsce. Przystąpił następnie do barażów o awans do I ligi, w których pokonał AZS UWM Olsztyn (20:17; 29:21) i AZS UKW Bydgoszcz (38:31; 32:21), wywalczając promocję. W I lidze Kar-Do Spójnia zadebiutowała 15 września 2012, pokonując u siebie SMS Gdańsk (31:26). Debiutancki sezon 2012/2013, w którym odniosła dziewięć zwycięstw, zanotowała 2 remisy i poniosła 13 porażek, zakończyła na 8. miejscu w tabeli. W sezonie 2013/2014 zajęła 10. pozycję, natomiast w sezonie 2014/2015, w którym wygrała 12 meczów, 2 zremisowała i 12 przegrała, uplasowała się na 7. pozycji. W sezonie 2015/2016 odniosła 13 zwycięstw, zanotowała 3 remisy i poniosła 10 porażek, kończąc rozgrywki na 6. pozycji. W sezonie 2016/2017 wygrała 21 meczów, 1 zremisowała i 4 przegrała – z dorobkiem 43 punktów uplasowała się na 1. miejscu w tabeli I ligi. W latach 2012–2017 do najlepszych strzelców Spójni Gdynia w I lidze należeli: Grzegorz Dorsz, Stanisław Gębala, Robert Kamyszek, Szymon Nowaliński, Bohdan Oliferczuk, Rafał Rychlewski, Mateusz Wróbel.
W maju 2016 Spójnia Gdynia przekształciła się w spółkę akcyjną i zadeklarowała chęć przystąpienia do gry w Superlidze, przekształcanej w tym czasie w ligę zawodową. Nie otrzymała w niej jednak miejsca ze względów sportowych. W 2017, po zajęciu w I lidze 1. miejsca w sezonie 2016/2017, klub ponownie złożył dokumenty o przystąpienie do występów w Superlidze. W pierwszej połowie lipca 2017 komisarz ligi Piotr Łebek przyznał Spójni Gdynia licencję na grę w Superlidze w sezonie 2017/2018. Gdyby klub jej nie otrzymał, nie zgłosiłby się do jakichkolwiek rozgrywek.
W Superlidze Spójnia Gdynia zadebiutowała 2 września 2017, przegrywając na wyjeździe z Wisłą Płock (23:39). Pierwsze zwycięstwo odniosła 30 września 2017, pokonując Pogoń Szczecin (24:18). W sezonie 2017/2018 wygrała jeszcze jedno spotkanie – w grudniu 2017 pokonała Meble Wójcik Elbląg (32:28). Pozostałe 28 meczów przegrała. Zmagania zakończyła z dorobkiem ośmiu punktów na ostatnim miejscu w tabeli zbiorczej i ósmym w tabeli grupy granatowej. Jej najlepszym strzelcem był Rafał Rychlewski (146 goli). W trakcie sezonu, w lutym 2018, doszło do zmiany trenera – Marcina Markuszewskiego, który odszedł do żeńskiego GTPR-u Gdynia, zastąpił Dawid Nilsson, wspomagany przez grającego Adama Lisiewicza. Pod koniec sierpnia 2018 klub dołączył do projektu „Wielka Arka”, zmieniając swoją nazwę na Arka Gdynia.
Zespół Arki po spadku z Superligi, miał przystąpić do rozgrywek I ligi. Jednak przez problemy finansowe klub nie przystąpił do rozgrywek i został rozwiązany po 8 latach funkcjonowania.

## Osiągnięcia
- I liga:
  - 1. miejsce: 2016/2017

## Kadra w sezonie 2018/2019
| Nr                                                 | Zawodnik           | Pozycja      | Rok urodzenia |
| -------------------------------------------------- | ------------------ | ------------ | ------------- |
| 1                                                  | Jakub Michalczuk   | bramkarz     | 1996          |
| 4                                                  | Paweł Ćwikliński   | skrzydłowy   | 1985          |
| 7                                                  | Dawid Przysiek     | rozgrywający | 1987          |
| 8                                                  | Krzysztof Jasowicz | obrotowy     | 1989          |
| 9                                                  | Robert Kamyszek    | rozgrywający | 1995          |
| 11                                                 | Mariusz Czaja      | rozgrywający | 1988          |
| 12                                                 | Mateusz Zimakowski | bramkarz     | 1986          |
| 14                                                 | Jakub Olszewski    | rozgrywający | 1994          |
| 16                                                 | Maciej Pieńczewski | bramkarz     | 1989          |
| 17                                                 | Adam Lisiewicz     | skrzydłowy   | 1987          |
| 18                                                 | Rafał Jamioł       | rozgrywający | 1995          |
| 20                                                 | Kelian Janikowski  | obrotowy     | 1996          |
| 22                                                 | Rafał Rychlewski   | skrzydłowy   | 1990          |
| 25                                                 | Michał Klapka      | skrzydłowy   | 1999          |
| 27                                                 | Jakub Wolski       | skrzydłowy   | 1997          |
| Źródło: Arka Gdynia. zprp.pl. [dostęp 2019-01-01]. |                    |              |               |